# Ван Кэ
Ван Кэ (кит. 王克, пиньинь Wáng Kè, род. в августе 1931) — китайский генерал-полковник (1994), член Центрвоенсовета Китая (1994/1995-2002/2003).
Член КПК с октября 1947 года, член ЦК КПК 14-15 созывов.

## Биография
По национальности хань. В рядах НОАК с 1944 года.
Окончил Шэньянское высшее артиллерийское училище. Окончил Военную академию НОАК, где учился в 1979—1980 гг.
В 1980—1983 годах комдив Ланьчжоуского ВО НОАК.
В 1983—1986 годах командующий 21 армии НОАК.
С 1986 года заместитель, в 1990-92 годах командующий войк Синьцзяна и заместитель командующего Ланьчжоуского ВО.
В 1992—1995 годах командующий Шэньянского ВО.
В 1995—2002 годах начальник Главного управления тыла НОАК.
С 2003 года в отставке.
Генерал-полковник (1994), генерал-лейтенант (1988).